# Katrín Jakobsdóttir
Katrín Jakobsdóttir (* 1. února 1976 Reykjavík, Island) je islandská eko-socialistická politička, od listopadu 2017 do dubna 2024 byla předsedkyní vlády Islandu – koalice Hnutí zelené levice, Strany nezávislosti a Pokrokové strany. V roce 2003 se stala místopředsedkyní Hnutí zelené levice. Od roku 2007 je poslankyní islandského parlamentu Althing. V letech 2009 až 2013 byla ministryní školství, vědy a kultury v levicové vládě Jóhanny Sigurðardóttir. V únoru 2013 se stala předsedkyní Hnutí zelené levice, které dokázala po volebním propadu na necelých 11 procent v roce 2013 dovést na druhé místo téměř se 17 procenty.
Katrín Jakobsdóttir se stala druhou ženou ve funkci předsedy vlády Islandu. Dne 19. února 2020 byla jmenována předsedkyní Rady světových vůdkyň (Council of Women World Leaders).

## Osobní život
Pochází z rodiny, z níž vzešlo mnoho významných osobností islandské politiky, akademické obce a literatury. Její otec Jakob Ármannsson byl pedagog a bankéř a matka Signý Thoroddsenová byla psycholožka. Je mladší sestrou dvojčat Ármanna Jakobssona a Sverrira Jakobssona, kteří jsou profesory humanitních věd na Islandské univerzitě. Katrín je pravnučkou politika a soudce Skúliho Thorodssena a básníka Theodóra Thorodssena. Jejím dědečkem z matčiny strany byl inženýr a poslanec Sigurður S. Thoroddsen. Jejím strýcem z matčiny strany je básník Dagur Sigurðarson.
V roce 1999 ukončila Katrín bakalářské studium na Islandské univerzitě, obor islandština a francouzština a v roce 2004 získala na téže univerzitě magisterský titul v oboru islandská literatura.
V letech 1999–2003 pracovala na částečný úvazek jako jazyková poradkyně ve zpravodajské agentuře veřejnoprávní televize RÚV. Poté pracovala na volné noze pro vysílací média a v letech 2004 – 2006 psala pro různá tištěná média a v letech 2004 – 2007 působila jako instruktorka celoživotního vzdělávání a volného času na škole Mímir. V letech 2005 – 2006 pracovala jako redaktorka pro nakladatelství Edda a časopis JPV a v letech 2006–2007 přednášela na Islandské univerzitě a Reykjavícké univerzitě.
Katrín je vdaná za Gunnara Sigvaldasona a je matkou tří synů (narozených v letech 2005, 2007 a 2011).

## Politická kariéra
V roce 2003 se stala místopředsedkyní Hnutí zelená levice a od roku 2013 je jeho předsedkyní. Od roku 2007 je poslankyní Althingu za volební obvod Reykjavík sever a od 2. února 2009 do 23. května 2013 byla islandskou ministryní školství, vědy a kultury.

### Předsedkyně vlády (2017–2024)
Po předčasných parlamentních volbách v roce 2017 byla pověřena sestavením koaliční vlády mezi Hnutím zelené levice, Pokrokovou stranou, Sociálnědemokratickou aliancí a Pirátskou stranou, kterou podporoval islandský prezident Guðni T. Jóhannesson. Tato vyjednávání o koalici však zkrachovala poté, co Pokroková strana odmítla vstoupit do koalice s tak těsnou většinou (nejnižší možná většina 32 z celkem 63 mandátů parlamentu). Katrín Jakobsdóttir tak zahájila druhé kolo rozhovorů o koaliční vládě, tentokrát se Stranou nezávislosti a Pokrokovou stranou (35 mandátů). Tato koalice tří stran se ujala vládnutí 30. listopadu 2017 a Katrín se stala premiérkou a druhou ženou v této funkci.
V čele vlády Katrín zavedla progresivnější daně, investovala do sociálního bydlení, prodloužila rodičovskou dovolenou a snížila nerovnost v odměňování žen a mužů. Aby udržela koalici, musela udělat některé ústupky pravicovým partnerům, například se vzdala vytvoření národního parku v centru země.
V září 2021, téměř čtyři roky po svém nástupu, zůstala Katrín Jakobsdóttir vysoce populární političkou. Byla oceňována mimo jiné za zvládnutí pandemie covidu-19, země má jeden z nejlepších zdravotních výsledků v Evropě.
Parlamentní volby v roce 2021 byly neúspěchem pro premiérčinu stranu, která ztratila tři z 11 křesel v parlamentu. Koaliční vláda si však udržela většinu a mezi stranami začala jednání o obnovení vlády. Průzkumy veřejného mínění provedené po volbách ukázaly, že velká většina Islanďanů si přeje setrvání Katrín Jakobsdóttir ve funkci premiérky. Vláda byla sestavena Katrín Jakobsdóttir 28. listopadu 2021 (viz druhá vláda Katrín Jakobsdóttir).
Počátkem dubna 2024 oznámila, že opustí premiérské křeslo i stranickou funkci a bude se v červnových volbách ucházet o prezidentskou funkci.